# Dangerous Curves (pel·lícula de 1929)

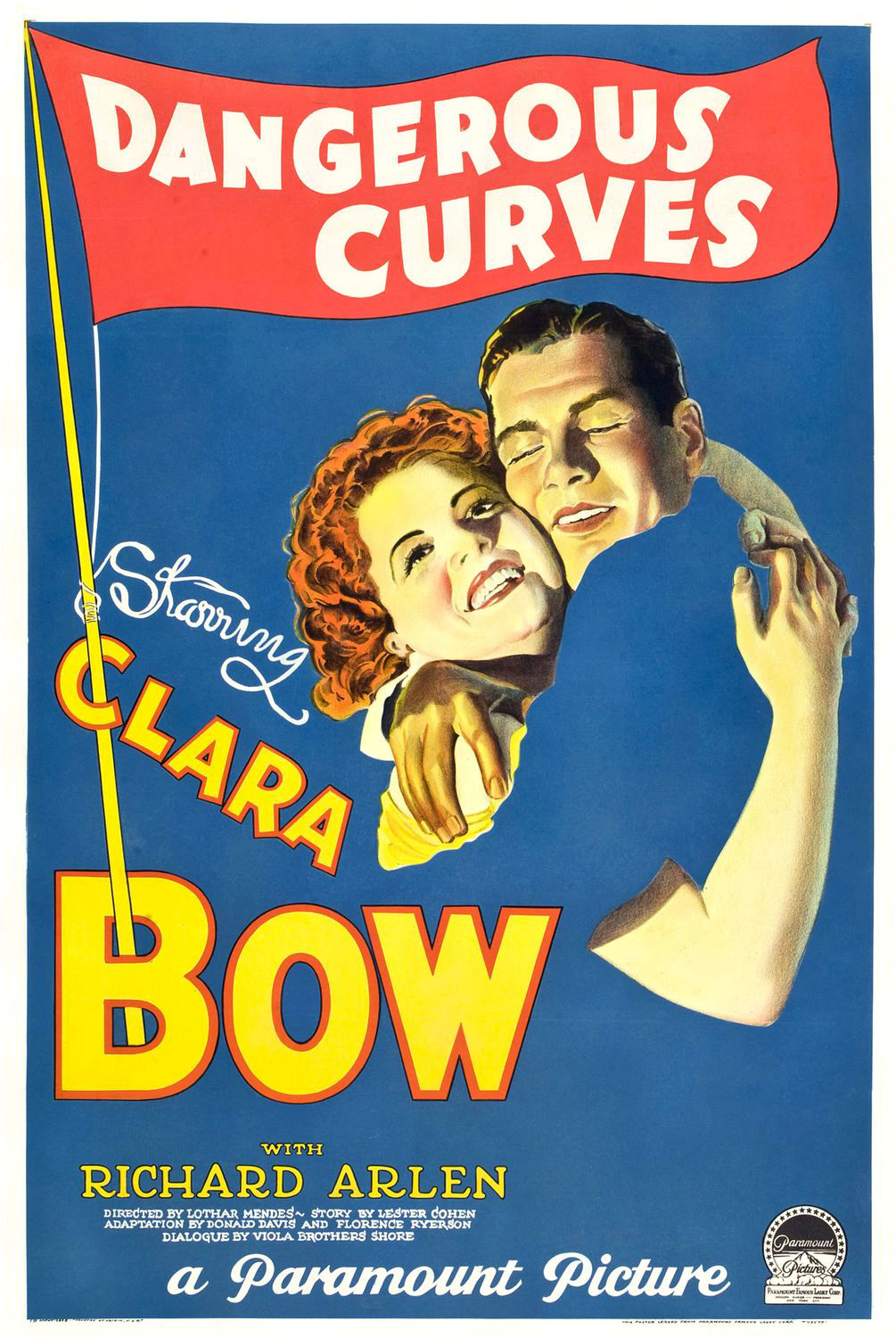
Cartell de la pel·lícula

Dangerous Curves és una pel·lícula pre-codi gravada en Movietone tot i que també se’n feu una versió sense so. Dirigida per Lothar Mendes i protagonitzada per Clara Bow, Richard Arlen i Kay Francis. És l segona pel·lícula sonora de Clara Bow, amb la que va tenir molts de problemes per afrontar els diàlegs davant micròfon, i la primera pel·lícula de Kay Francis a Hollywood. Distribuiïda per de la Paramount, es va estrenar el 13 de juliol de 1929.

## Argument
Pat, una genet acròbata del circ, està enamorada de Larry, el funambulista estrella de la funció. Malauradament aquest està enamorat de la seva companya d'actuació, Zara Flynn, que al seu torn fa un doble joc ja que està enamorada de Tony Barretti, un altre dels artistes del circ. Un dia Pat explica a Larry el doble joc de Zara i com a resultat aquest es lesiona en caure del cable, cosa que el porta a beure molt. Pat el persuadeix de tornar al circ i per reforçar la seva confiança, treballa amb ell en un número còmic. Mentrestant Zara i Tony s'han casat secretament però no aconsegueixen ser contractats arreu i Zara es reincorpora com a companya de Larry en el número de la corda fluixa. Aquest, per a consternació de Pat, cau de nou sota l'encanteri de la noia. Més tard Larry s'assabenta que Zara s'ha casat per lo que torna a agafar l'ampolla i Pat es veu obligada a maquinar un pla per salvar la reputació de Larry, tot i que li acaba costant la feina. Al final, en adonar-se del seu sacrifici que Pat a fet per recuperar-lo, Larry descobreix que l'estima .

## Repartiment
- Clara Bow (Patricia Delaney, genet del circ)
- Richard Arlen (Larry Lee, funambulista)
- Kay Francis (Zara Flynn, companya de Larry)
- David Newell (Tony Barretti, artista de circ)
- Anders Randolf (coronel P.P. Brack)
- May Boley (Ma Spinelli)
- T. Roy Barnes (Po Spinelli)
- Joyce Compton (Jennie Silver)
- Stuart Erwin (Rotarian)
- Charles D. Brown (Spider)
- Oscar Smith (porter)
- Stuart Erwin (a la ciutat)
- Jack Luden (a la ciutat)